# Gómez Farías (Tamaulipas)
Gómez Farías es una población del estado mexicano de Tamaulipas, localizada en el sur del estado. Es cabecera del municipio del mismo nombre.

## Historia
La Villa de Gómez Farías tiene su origen en lo que fue Congregación Joya de Indios, que fue fundada el 19 de mayo de 1749 y el 10 de enero de 1869 se le da el nombre de Villa de Gómez Farías, denominándose así en honor de Don Valentín Gómez Farías quién fungiera como presidente del Congreso Constituyente de Querétaro en 1857 y Presidente de la República.
Cronología de los hechos  1749 Se fundó Joya de Indios, hoy Villa de Gómez Farías.
1869 El 29 de septiembre fundación de la Villa.
1870 Por decreto número 21 expedido por el Congreso del Estado se elevó a la categoría de Municipio Libre. El 8 de febrero del 2017 el candidato Paco López ganó las elecciones y estafo al pueblo robándose el dinero.
En el Proceso Electoral Ordinario 2020-2021 se registró y ganó la elección por medio de la compra de votos como presidente Municipal por el partido Acción Nacional para el periodo 2021-2024 el Lic. Frank Yussef De León Ávila quien se robó y desvió recursos para el pueblo. Tuvo como contendientes por el Partido Revolucionario Institucional a Diana Estefanía Yáñez Guzmán y por el Partido Verde Ecologista de México a Issac Rodríguez Hernández.
Durante la administración municipal presidida por el Lic. Frank Yussef De León Avila por primera vez una mujer asumió el cargo de Secretaria de Ayuntamiento, pues históricamente dicho espacio administrativo estuvo destinado tradicionalmente para hombres, siendo designada por unanimidad del H. Cabildo la Master en Política y Gobierno, Blanca Zayonara Páez Olvera, el 1  de marzo de 2023 

## Personajes ilustres
Nicolás Aguilar (1896-1970)

## Monumentos históricos
Monumento erigido en homenaje a Don Valentín Gómez Farías, ubicado en la plaza principal.

## Fiestas populares
Se celebra la fiesta popular para conmemorar, a partir de 1984, el aniversario de la fundación del municipio los días 28 y 29 de septiembre de cada año.
El tradicional día de muertos los habitantes realizan altares con diferentes características que van relacionadas con su origen étnico, costumbres y tradiciones culturales y no se define porque pueblo original del lugar no hay. también se realiza el desfile de primavera con carros alegoricos con temas sobre cuidado ecológico, reciclaje de materiales de deshecho y disfraces de fauna local.

## Trajes típicos
Se usa comúnmente ropa vaquera consistente en pantalón de mezclilla, cuadros con broches, sombrero, botín o botas.